# Prefettura autonoma Yi di Liangshan
La prefettura autonoma yi di Liangshan (in cinese: 凉山彝族自治州, pinyin: Liángshān Yízú Zìzhìzhōu) è una prefettura autonoma della provincia del Sichuan, in Cina.

## Geografia antropica

### Suddivisioni amministrative
La prefettura autonoma yi di Liangshan conta diciassette suddivisioni - una città-distretto, quindici contee e una contea autonoma:
- la città di Xichang - 西昌市 Xīchāng Shì ;
- la contea di Yanyuan - 盐源县 Yányuán Xiàn ;
- la contea di Dechang - 德昌县 Déchāng Xiàn ;
- la contea di Huili - 会理县 Huìlǐ Xiàn ;
- la contea di Huidong - 会东县 Huìdōng Xiàn ;
- la contea di Ningnan - 宁南县 Níngnán Xiàn ;
- la contea di Puge - 普格县 Pǔgé Xiàn ;
- la contea di Butuo - 布拖县 Bùtuō Xiàn ;
- la contea di Jinyang - 金阳县 Jīnyáng Xiàn ;
- la contea di Zhaojue - 昭觉县 Zhāojué Xiàn ;
- la contea di Xide - 喜德县 Xǐdé Xiàn ;
- la contea di Mianning - 冕宁县 Miǎnníng Xiàn ;
- la contea di Yuexi - 越西县 Yuèxī Xiàn ;
- la contea di Ganluo - 甘洛县 Gānluò Xiàn ;
- la contea di Meigu - 美姑县 Měigū Xiàn ;
- la contea di Leibo - 雷波县 Léibō Xiàn ;
- la contea autonoma tibetana di Muli - 木里藏族自治县 Mùlǐ zàngzú Zìzhìxiàn.